# Mac Zimmermann

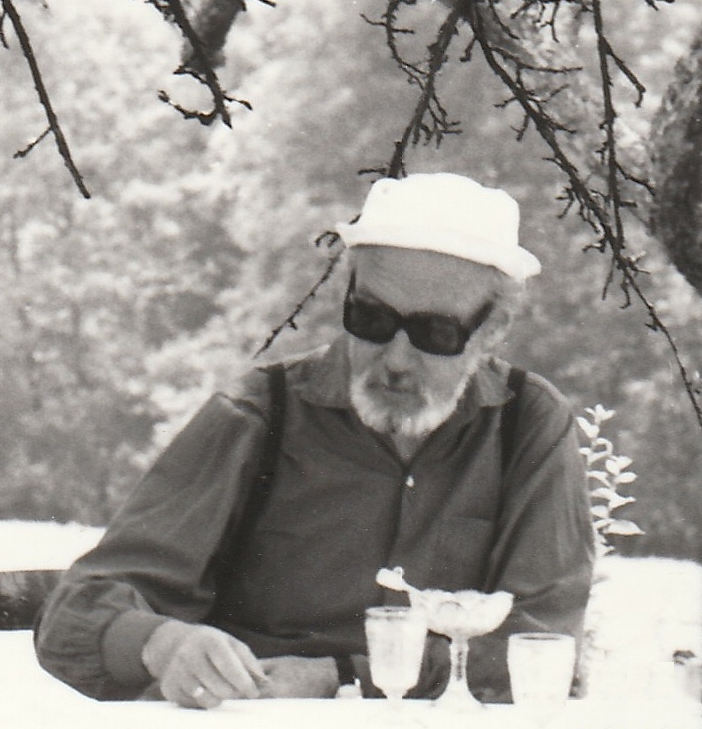
Mac Zimmermann

Mac Zimmermann (* 22. August 1912 in Stettin; † 11. Juni 1995 in Wasserburg am Inn; eigentlich Heinz Hans Oskar Zimmermann) war ein deutscher Maler und Grafiker, Pressezeichner und Bühnenbildner. Er zählte zu den bedeutendsten deutschen Vertretern des Surrealismus und des Phantastischen Realismus.

## Kindheit
Zimmermann wuchs in seiner Heimatstadt Stettin auf, wo er bis 1928 die Realschule besuchte. Anschließend machte er eine Lehre bei einer Stettiner Versicherungsgesellschaft. Er lernte nebenbei zeichnen und begann 1930 ein Studium an der Stettiner Werkschule für gestaltende Arbeit, der späteren Kunstgewerbeschule Stettin bei Gregor Rosenbauer, das er aber nach zwei Semestern abbrach.

## Hamburg und Berlin
Von 1934 bis 1938 lebte er in Hamburg. In Hamburg arbeitete er als Bühnenbildner, Illustrator, Pressezeichner und Lehrer an einer Zeichenschule. Mac Zimmermann wurde verfemt und erhielt Malverbot. 1938 ging Zimmermann nach Berlin. In Berlin hatte er 1940 seine erste Ausstellung, wurde jedoch 1943 aus der Reichskulturkammer ausgeschlossen. Von 1940 bis 1948 war er mit der 1914 geborenen und 2018 verstorbenen Kunsthandwerkerin Minka Zimmermann verheiratet. 1945 wurde Mac Zimmermann als politischer Häftling inhaftiert.

## Neuanfang in Berlin
Zimmermann gehörte zu den Illustratoren des "Ulenspiegel". Seine erste große Ausstellung nach dem Zweiten Weltkrieg bespielte er 1946 in der Galerie Gerd Rosen in Berlin. 1946 übernahm er eine Lehrtätigkeit an der Akademie in Dessau. Seit 1948 lebte Mac Zimmermann in München. 1950, bei der Neugründung des 1936 aufgelösten Deutschen Künstlerbundes, gehörte Zimmermann zusammen mit Karl Hofer, Karl Schmidt-Rottluff, Ewald Mataré, Karl Hartung und Willi Baumeister zu den Gründungsmitgliedern. Er war mit zwei kleinformatigen Ölbildern an der ersten Ausstellung in Berlin beteiligt. Als ordentliches Mitglied nahm er zwischen 1951 und 1979 an insgesamt 30 DKB-Jahresausstellungen teil.

## Professor in Berlin und München
1958 übernahm er eine Professur an der Hochschule für Bildende Künste in Berlin. Bekannte Schüler Mac Zimmermanns waren die Vertreter des Phantastischen Realismus und des Kritischen Realismus wie u. a. Peter Sorge, Reiner Schwarz und Rainer Mordmüller.
1964 ging er als Professor an die Akademie der Bildenden Künste München. Zu seinen Schüler gehörten u. a. Otfried Culmann, Rüdiger Frank (ab 1984: Tilopâ Monk), Christian Mischke, Franziska Fuchs, Pomona Zipser, und Rolf Thiele.

## Die letzten Jahre in München
Von 1979 bis 1986 war er Präsident der Neuen Gruppe in München.
Sein Nachlass wurde von seiner Witwe 2010 an das Pommersche Landesmuseum in Greifswald übergeben, das aus Anlass seines 100. Geburtstages 2012 eine Ausstellung ausrichtete.

## Auszeichnungen und Ehrungen
- 1950: Kunstpreis der Stadt Berlin
- 1960: 1. Preis auf der 4. Internationalen Schwarz-Weiß-Ausstellung (Abteilung Mensch und Maschine), Lugano
- 1971: Verdienstkreuz 1. Klasse der Bundesrepublik Deutschland
- 1981: Lovis-Corinth-Preis
- 1984: Bayerischer Maximiliansorden für Wissenschaft und Kunst

## Werke (Auswahl)
- Narrenspiele (Mischtechnik auf Hartfaser, 36 × 47 cm, 1948; Angermuseum Erfurt)[7]

## Ausstellungen
- 1948: Biennale von Venedig (Gemälde und Lithografien)
- 1951: Kestner-Gesellschaft, 30 junge Deutsche Maler, Kat.Abb.Nr.124, Hannover
- 1954: Surrealistenausstellung, Venedig (Gemälde)
- 1959: documenta II, Kassel
- 1976: Galerie der Stadt Esslingen, Esslingen
- 1975: Galerie Christoph Dürr, München
- 1976: Galerie Christoph Dürr, München
- 1976/77: Galerie Hennemann, Bonn
- 1981/82: Ostdeutsche Galerie, Regensburg
- 1982: Galerie Heimeshoff Jochen Krüper, Essen
- 1992/93: Bayerische Akademie der Schönen Künste, München
- 2009/10: Neues Museum, Weimar Mac Zimmermann und der phantastische Realismus.
- 2012: Pommersches Landesmuseum, Greifswald
- 2015: Kunsthaus Dahlem, Berlin
- 2018: Surreal! Kunsthalle Rathaus Galerie München, München[8]